# کورتامیش
شهر کورتامیش (به روسی: Куртамыш) در کشور روسیه و در اوبلاست کورگان واقع شده‌است.